# Blackjack Mulligan
Robert Deroy Windham (Sweetwater (Florida), 26 november 1942 – 7 april 2016), beter bekend als Blackjack Mulligan, was een Amerikaans professioneel worstelaar en Americanfootballspeler.
Windham en Blackjack Lanza (Jack Lanza) worstelden en wonnen samen als tag team The Blackjacks vele tag team titels.

## Erelijst
- Championship Wrestling from Florida
  - NWA Brass Knuckles Championship (1 keer)
  - NWA United States Tag Team Championship (1 keer Dusty Rhodes)

- European Wrestling Union
  - EWU World Super Heavyweight Championship (1 keer)

- International Pro Wrestling
  - IWA World Tag Team Championship (1 keer met Larry Hennig)

- International Wrestling Federation
  - IWF Heavyweight Championship (1 keer)

- Mid-Atlantic Championship Wrestling
  - NWA United States Heavyweight Championship (2 keer)
  - NWA World Tag Team Championship (1 keer met Ric Flair)

- NWA Big Time Wrestling
  - NWA American Heavyweight Championship (1 keer)
  - NWA American Tag Team Championship (1 keer met Jack Lanza)
  - NWA Texas Heavyweight Championship (1 keer)
  - NWA Texas Tag Team Championship (1 keer met Jack Lanza)

- NWA Western States Sports
  - NWA International Heavyweight Championship (2 keer)
  - NWA Western States Tag Team Championship (1 keer met Dick Murdoch)

- Pro Wrestling Illustrated
  - PWI Most Inspirational Wrestler of the Year (1978)

- World Wrestling Association
  - WWA World Heavyweight Championship (1 keer)
  - WWA World Tag Team Championship (1 keer met Jack Lanza)

- World Wide Wrestling Federation / World Wrestling Entertainment
  - WWWF World Tag Team Championship (1 keer met Jack Lanza)
  - WWE Hall of Fame (Class of 2006)

## Persoonlijk
Mulligan is de grootvader van worstelaar Windham Rotunda, beter bekend als Bray Wyatt en van Taylor Rotunda (Bo Dallas). Een zoon van Mulligan, Mike Rotunda, de vader van Windham en Taylor Rotunda, was ook professioneel worstelaar. Windham en Taylor namen de achternaam van hun moeder Stephanie aan. 